# Лесовое (Староконстантиновский район)
Лесово́е (укр. Лісове; до 2016 г. Ле́нинское) — село в Староконстантиновском районе Хмельницкой области Украины.
Население по переписи 2001 года составляло 56 человек. Почтовый индекс — 31140. Телефонный код — 3854. Занимает площадь 0,332 км². Код КОАТУУ — 6824289402.

## Местный совет
31140, Хмельницкая обл., Староконстантиновский р-н, с. Чёрная, ул. Первомайская, 38